# 南山䳍
，是䳍形目䳍科的一种鸟类。

## 特征
南山䳍体重约950克，翼长约215.2毫米，嘴峰长约28.6毫米，喙宽度约7.2毫米，喙厚度约6.8毫米，跗蹠长约43.6毫米，尾长约57.3毫米。南山䳍在其分布区内为留鸟，其栖息在开放的草原环境中，食性为草食性。

## 分布
阿根廷西南部和智利南部的稀树草原。